# Óli Jacobsen
Óli Emil Jacobsen (født 21. august 1943 i Kalundborg) er en tidligere færøsk fagforeningsleder og politiker.
Han blev født i Danmark af færøske forældre, og bor i Tórshavn. Efter folkeskolen drog han til søs. Han blev valgt til bestyrelsesmedlem i Føroya Fiskimannafelag i 1966 og til formand i 1971. Han sad som formand uafbrudt helt frem til 2007, da han tabte et valg om formandposten, efter at have fået færre stemmer end både Jan Højgaard og Dan R. Petersen i en urafstemning.

## Politisk karriere
I 1990erne var Jacobsen blandt lederne i Verkamannafylkingin, et protestparti med rødder i fagbevægelsen som brød med Javnaðarflokkurin under den færøske bankkrise. Han var valgt til Lagtinget fra Eysturoy 1994–98, minister for erhvervs-, arbejds- og justitssager i Edmund Joensens første regering 1994–95 samt minister for social-, sundheds-, arbejds- og justitssager i Edmund Joensens anden regering fra marts til maj 1998.

## Forfatterskab
Jacobsen har skrevet flere bøger og har i flere år haft en lokalhistorisk spalte i Sosialurin. Han var redaktør af FF Blaðið, som er en avis som ejes af Føroya Fiskimannafelag. Han skrev selv de fleste af artiklerne i bladet i den tid han var formand for fagforeningen.
Jacobsen har udgivet bogen Daniel J. Danielsen and the Congo: Missionary Campaigns and Atrocity Photographs, som beskriver historien om den færøske missionær Daniel J. Danielsen. Danielsen var missionær i Congo Fristaten, og arbejdede sammen med irske Roger Casement om at afsløre slavelignende forhold og andre overgreb mod den congolesiske befolkning.
I august 2015 udkom bogen "Kjølbro - Lív og virki" om rederen og erhvervsmanden Jógvan Frederik Kjølbro, hvis virksomhed endnu i dag er en af Færøernes største og bærer hans navn J.F. Kjølbro. Kjølbro var også politiker og var med til at etablere Norðoya Sparikassi og Sjóvinnubankin. Han var også aktiv i Brøðrasamkoman (Plymouthbrødrene).